# Maria Wern – Drömmar ur snö
Maria Wern – Drömmar ur snö är den första spelfilmen om kriminalinspektör Maria Wern. Tidigare har det gjorts tre TV-serier. Denna film är den första som släpps på DVD innan den visas på TV. I filmen följer man kriminalinspektör Maria Werns (Eva Röse) jakt på mördaren till en gymnasieflicka som har hittas död utklädd till Lucia. Först pekar alla indicier mot självmord. När poliserna hittar flera olika hot på Internet både för den nu döda flickan och liknande hot mot flickor ur samma gäng visar sig flickans död ha med gymnasieskolans flickgäng att göra. Nu försöker de stoppa mördaren från att slå till igen.
Filmen är baserad på Anna Janssons bok med samma namn som utkom 2004. Med i rollistan finns förutom Eva Röse även Reuben Sallmander och Allan Svensson.

## I rollerna
- Eva Röse – Maria Wern
- Allan Svensson – Hartman
- Peter Perski – Arvidsson
- Ulf Friberg – Ek
- Reuben Sallmander – Patrik
- Tanja Lorentzon – Erika
- Oscar Pettersson – Emil Wern
- Matilda Wännström – Linda Wern
- Matilda Ragnerstam – Hanna
- Emilia Bostedt – Amanda
- Tom Ljungman – Tom
- Ralph Carlsson – Johannes
- Lia Boysen – Laila
- Johan H:son Kjellgren – Bertil
- Martin Wallström – Jesper
- Marika Lagercrantz – Rut
- Camilla Larsson – Kristina
- Sven-Åke Wahlström – Amandas pappa